# 横带希蛛
横带希蛛（学名：Achaearanea angulithorax）为球蛛科希蛛属的动物。分布于韩国、日本、台湾岛以及中国大陆的吉林、辽宁等地，一般栖息于灌木丛和草丛以及山崖石缝石缝的凹入处。其巢用丝粘砂、土粒缀在一起而呈钟形，顶端以系粘挂于凹入处的顶壁。该物种的模式产地在日本。